# Servantes adoratrices du Saint-Sacrement et de la Charité
Les Servantes adoratrices du Saint-Sacrement et de la Charité (en latin :  Sorores Adoratrices Ancillae SS. Sacramenti et a Caritate) forment une congrégation religieuse féminine enseignante, hospitalière et adoratrice de droit pontifical. 

## Histoire
La congrégation est fondée par Micaela Desmaisières López de Dicastillo y Olmeda (1809 - 1865) qui prend conscience du problème de la prostitution. Le 21 avril 1845, elle ouvre un refuge pour les prostituées qui veulent quitter leur condition, et où elles reçoivent une formation afin de gagner leur vie autrement. Pour pérenniser son travail, Micaela pense former une communauté pour prendre en charge son œuvre.
Avec l'aide de son directeur spirituel, le jésuite José Eduardo Rodriguez, elle fonde le 3 février 1856 les Servantes adoratrices du Saint-Sacrement et de la Charité pour la réhabilitation des prostituées. L'institut est reconnu le 25 avril 1858 par le cardinal Alameda y Brea puis reçoit le décret de louange le 15 septembre 1860 par Pie IX et ses constitutions religieuses sont approuvées par le Saint-Siège le 24 novembre 1866.

## Activité et diffusion
Les sœurs se dédient au service des victimes de la prostitution, à l'enseignement et à l'adoration perpétuelle.
Elles sont présentes en: 
- Europe : Espagne, France, Italie, Portugal, Royaume-Uni.
- Amérique du Sud : Argentine, Bolivie, Brésil, Chili, Colombie, Équateur, Pérou, Vénézuela.
- Grandes Antilles : Cuba, République dominicaine.
- Afrique : Maroc, Togo.
- Asie : Cambodge, Japon, Philippines, Inde, Népal.

La maison généralice est à Rome, via Alessandro Torlonia. 
En 2017, la congrégation comptait 1006 religieuses dans 134 maisons.